# 벌로그 보톤드
벌로그 보톤드(헝가리어: Botond Balogh, 2002년 6월 6일 ~ )는 헝가리의 축구 선수로, 세리에 A의 파르마와 헝가리 국가대표팀에서 센터백으로 활약하고 있다.

## 구단 경력

### 파르마

#### 2020-2021년
벌로그는 2020-21년 코파 이탈리아에서 프로 데뷔 전을 치렀고, 2020년 10월 28일에 열린 페스카라와의 경기에서 선발로 출전해 3-1 승리를 거두었다.  2020년 10월 31일에 열린 인터 밀란과의 2020-21년 세리에 A 경기에서 데뷔 전을 치렀다.  시즌에는 2021년 1월 10일에 열린 SS 라치오와의 경기와 5월 22일에 열린 UC 삼프도리아와의 경기에 2번 더 출전했다.

#### 2021-2022년
2021-22년 세리에 B 시즌에는 4경기 출전에 그쳤다. 2021년 8월 20일, 프로시노네 칼초와의 경기에서 첫 경기를 치렀다.

#### 2022-2023년
2022-23년 세리에 B 시즌에는 15경기에 출전했다. 2022년 9월 10일, 테르나나 칼초를 상대로 시즌 첫 경기를 치렀다.

#### 2023-2024년
2023년 11월 12일, 그는 파르마 FC 미디어와의 인터뷰에서 클럽이 레코를 상대로 강한 면모를 보여줬다고 말했다(이탈리아어로 "Nel secondo tempo abbiamo fatto vedere la nostra forza"). 그는 2023-24년 세리에 B 시즌에 AS 치타델라와의 경기에 처음 출전했다. 2024년에는 팀과 함께 세리에 A로 승격되었다. 2024년 4월 26일, 그는 2027년 6월 30일까지 계약을 갱신했다.

## 국가대표팀 경력
2019년 UEFA U-17 축구 선수권 대회와 2019년 FIFA U-17 월드컵에서 헝가리 U-17 국가대표팀의 일원으로 활약했다.
그는 2021년 11월 12일, 산마리노와의 FIFA 월드컵 예선 전에서 헝가리 축구 국가대표팀 데뷔 전을 치렀다.
2024년 5월 14일, 그는 UEFA 유로 2024에서 헝가리 국가대표팀에 발탁되었다. 부상으로 인해 그는 팀의 세 경기 모두에서 교체 선수로 출전하지 못했고, A조에서 3위를 차지하며 탈락했다.
2024년 10월 11일, 그는 부상으로 인해 2024-25년 UEFA 네이션스리그 A 경기에서 네덜란드를 상대로 국가대표팀에서 제외되었다.

## 수상
파르마
- 세리에 B : 2023–24